# 스핀락
스핀락(spinlock)은 임계 구역(critical section)에 진입이 불가능할 때 진입이 가능할 때까지 루프를 돌면서 재시도하는 방식으로 구현된 락을 가리킨다. 스핀락이라는 이름은 락을 획득할 때까지 해당 스레드가 빙빙 돌고 있다(spinning)는 것을 의미한다. 스핀락은 바쁜 대기의 한 종류이다.
스핀락은 운영 체제의 스케줄링 지원을 받지 않기 때문에, 해당 스레드에 대한 문맥 교환이 일어나지 않는다. 따라서 스핀락은 임계 구역에 짧은 시간 안에 진입할 수 있는 경우에 문맥 교환을 제거할 수 있어 효율적이다. 하지만 만약 스핀락이 오랜 시간을 소요한다면 다른 스레드를 실행하지 못하고 대기하게 되며, 이 경우 비효율적인 결과를 가져온다.

## 예제 구현
스핀락을 구현하기 위해 x86 어셈블리어를 사용한 예이다. 인텔 80386 호환 프로세서라면 동작한다.
```
; Intel syntax

locked:
                      
; The lock variable. 1 = locked, 0 = unlocked.

     
dd
      
0

spin_lock:

     
mov
     
eax
,
 
1
          
; Set the EAX register to 1.

     
xchg
    
eax
,
 
[
locked
]
   
; Atomically swap the EAX register with

                             
;  the lock variable.

                             
; This will always store 1 to the lock, leaving

                             
;  the previous value in the EAX register.

     
test
    
eax
,
 
eax
        
; Test EAX with itself. Among other things, this will

                             
;  set the processor's Zero Flag if EAX is 0.

                             
; If EAX is 0, then the lock was unlocked and

                             
;  we just locked it.

                             
; Otherwise, EAX is 1 and we didn't acquire the lock.

     
jnz
     
spin_lock
       
; Jump back to the MOV instruction if the Zero Flag is

                             
;  not set; the lock was previously locked, and so

                             
; we need to spin until it becomes unlocked.

     
ret
                     
; The lock has been acquired, return to the calling

                             
;  function.

spin_unlock:

     
mov
     
eax
,
 
0
          
; Set the EAX register to 0.

     
xchg
    
eax
,
 
[
locked
]
   
; Atomically swap the EAX register with

                             
;  the lock variable.

     
ret
                     
; The lock has been released.

```

## 같이 보기
- 데드락